# Rue de Stockholm
La rue de Stockholm est une voie du 8e arrondissement de Paris. 

## Situation et accès
Elle commence au 35, rue de Rome et se termine rue de Vienne.

## Origine du nom
Son nom correspond à la ville de Stockholm, capitale de la Suède, en raison de sa situation dans le quartier de l'Europe.

## Historique
Une ordonnance royale du 24 juin 1831 autorisa Mme Hagerman, veuve de Jonas-Philip Hagerman, et les héritiers Mignon à ouvrir, sur des terrains leur appartenant aux jardins de Tivoli, une nouvelle rue de 12 mètres de largeur allant du carrefour de Tivoli au point de rencontre des rues de Vienne, du Rocher et de la Bienfaisance. Cette voie fut aussitôt ouverte et fut nommée « rue de Stockholm ».
La rue avait à l'origine une longueur beaucoup plus importante de 377 mètres. Mais la portion comprise entre la rue d'Amsterdam et la rue de Rome fut supprimée pour les besoins de la construction de la nouvelle gare Saint-Lazare en 1859 et du percement de la rue de Rome en 1850. Ce qui en subsiste du côté de la rue d'Amsterdam porte la dénomination d’« impasse d'Amsterdam ».

## Bâtiments remarquables et lieux de mémoire
- No 4 : siège du Carrefour de l'horloge et du Parti national-libéral.
- Certaines scènes du film de 1972 Le Dernier Tango à Paris de  Bernardo Bertolucci y ont été tournées.